# 정명원
정명원(鄭明源, 1966년 6월 14일 ~ )은 전 KBO 리그 현대 유니콘스의 투수이다. 그의 남동생은 전 KBO 리그 쌍방울 레이더스의 내야수인 정학원이다.

## 선수 시절

### 태평양 돌핀스시절
중학교 때까지는 투수였으나 군산상고 시절 쟁쟁한 투수들에게 밀려 내야수로 전향했다가 원광대 시절 끝 무렵에 투수로 복귀했으며 대학 졸업 후 1989년에 2차 2라운드 지명을 받아 입단했다. '마운드 신인 3총사'라고 불린 박정현, 최창호와 함께 선발 등판해 빠른 직구와 포크볼을 주무기로 11승(5선발승) 4패를 기록해 팀의 플레이오프 진출에 크게 기여했다. 그러나 이듬해 27.1이닝, 7점대 평균자책점으로 부진하며 2년차 징크스와 동시에 부상과 재활로 시련을 겪었다. 1991년에 12승(3선발승) 6패, 2점대 방어율을 기록했으나 이듬해 부상이 재발해 오랜 기간 동안 재활 훈련을 하며 가끔 1군 경기에 등판했다. 선발과 불펜을 오갔으나 뚜렷한 활약을 보이지 못했다.
1994년에 마무리 투수로 50경기에 등판해 4승 2패, 40세이브, 1점대 평균자책점을 기록했다. 이 해에 투수 부문 골든 글러브를 수상했다. 올스타전에서 3이닝 퍼펙트를 기록해 미스터 올스타에 선정됐다. 그는 미스터 올스타에 선정됨으로써 쏘나타2를 받았다. 팀이 창단 첫 한국시리즈 진출이자 인천 연고 팀 역사상 한국시리즈 최초 진출을 기록했으나 LG 트윈스와의 3차전에서 불안한 모습을 보이며 팀이 역전패하는 빌미를 만들었다. 4차전에서도 팀이 패해 4전 전패를 당하며 1994년 한국시리즈 준우승에 그쳤다.
이듬해인 1995년 그는 마무리 투수로 1점대 평균자책점, 9승 7패, 16세이브를 기록했다.

### 현대 유니콘스시절
태평양 돌핀스가 인계된 팀에서 마무리 투수로 활약했다. 1996년에 1점대 방어율, 8승 5패, 26세이브를 기록했다.
그러나, 1996년 플레이오프에서 난조를 보였다. 쌍방울 레이더스와의 플레이오프 1차전에 구원 등판했으나 선두 타자 박철우에게 끝내기 홈런을 허용했다. 4차전에서 마무리로 등판해 보내기 번트를 다이빙 캐치하려다 내야 안타가 되는 실책성 플레이를 범하며 무사 만루가 됐으나 더블 플레이가 나오며 고비를 넘겼다.
1996년 소속 팀이 창단 첫 한국시리즈에 진출했을 당시 상대는 해태 타이거즈였는데 3차전에서 팀이 패하면서 1승 2패로 해태 타이거즈한테 밀렸다. 당시 팀의 투수진은 거의 체력이 소모된 상황이었다. 이때 4차전에서 마무리 투수였던 그가 선발 등판해 해태 타이거즈를 상대로 한국시리즈 역사상 최초이자 유일한 노히트 노런을 기록함으로써 침체된 분위기를 한번에 반전시켰다. 하지만 곧이어 5차전에서 해태 타이거즈가 승리해 2승 3패로 궁지에 몰리자 3일 밖에 휴식을 취하지 못한 그가 등판했고, 체력적 한계를 견디지 못해 한국시리즈 6차전에서 패전 투수가 되며 준우승에 머물렀다.
1997년에 마무리 투수로 활약했을 때 3점대 평균자책점, 2승 10패, 28세이브를 기록했다. 이 때부터 그의 주무기였던 포크볼이 서서히 쇠락하기 시작하며 등판할 때 불안한 모습을 자주 보였다.
1998년 팀의 주장으로 임명됐고, 선발 투수로 보직을 바꾸며 2선발로 활약했다. 1점대 평균자책점, 14승(모두 선발) 8패를 기록하며 시즌 최소 방어율을 기록했다. 1998년에 한국시리즈 2차전에 등판해 승리 투수가 됐으나 5차전에서 패전 투수가 됐다. 1998년 팀 창단 첫 우승이자 인천 연고 팀 역사상 최초로 한국시리즈 우승을 했을 때 그는 인터뷰에서 '같이 함께 동고동락해 왔던 박정현, 최창호 두 선수가 이 영광을 함께할 수 없어서 너무 아쉬움이 남습니다'라고 말하며 눈물을 흘렸다.
이후 1999년 초반에는 선발 투수로 활약했지만 3연패를 당하는 등 부진해 마무리 투수로 보직을 옮겼으나 4점대 평균자책점, 5승 4패, 7세이브에 그쳤다. 2000년에는 선발 투수로 활약해 3점대 평균자책점, 5승 2패를 기록했고, 2000년 한국시리즈에서 두 번째 우승을 기록한 후 이듬해 2001년 4월 5일 염경엽과 함께 시즌 개막전에서 은퇴식을 하고 선수 생활을 마무리 지었다.(이후 그는 포스트시즌에 진출하였어도 두산한테 망신당하도록 패해 옷벗고 말았다.)

## 야구선수 은퇴 후
은퇴 후 코치 연수로 떠났으나 2001년 포스트시즌에서 두산한테 망신당하게 패한 후 현대 유니콘스의 2군 투수코치로 활동하며 유망주들을 육성하다가 2007년에 1군으로 승격됐고, 현대 유니콘스를 인수한 우리 히어로즈에서도 투수코치로 임명됐다. 2009년에 넥센 히어로즈의 재활군 코치로 임명된 후 선수들을 육성하다가 2009년 시즌 후에는 2군 투수코치로 임명됐다.
2011년 시즌 후 당시 감독이었던 김진욱의 부름을 받아 두산 베어스의 투수코치로 자리를 옮겼다. 두산 베어스의 몇몇 투수들에게 자신의 현역 시절 장기 중 하나였던 포크볼을 전수해 좋은 평가를 받았으나 2013년 시즌 후 자신을 투수코치로 불렀던 김진욱이 프런트와의 불화로 감독직에서 해임되자 이에 책임을 지고 전격 사퇴했다.
이후 김민재와 함께 kt 위즈로 이적했다.

## 출신 학교
- 군산남초등학교
- 군산남중학교
- 군산상업고등학교
- 원광대학교 체육학과 85학번

## 에피소드
- 1996년 6월 무렵 정규 리그 2위를 하고있던 현대 유니콘스는 당시 1위였던 삼성 라이온즈와 3연전을 벌였다. 3연전 중 2경기를 승리한 현대 유니콘스는 시리즈 3차전에서 삼성 라이온즈에 1점차로 뒤지던 경기 중반에 박충식을 상대로 장정석의 역전 만루 홈런으로 역전에 성공하고, 이후 당시 삼성 라이온즈의 감독이었던 백인천은 투수를 박충식에서 이상훈으로 교체했다. 교체된 이상훈은 나오자마자 2회에 걸쳐 현대 유니콘스의 이근엽, 권준헌, 박진만의 무릎 근처를 연속으로 맞췄다.
이에 현대 유니콘스는 당시 마무리 투수였던 그가 6점차로 크게 이기고 있던 상황에서 9회초에 등판했는데[9] 일단 첫 타자 양준혁에게 위협구를 던졌고, 양준혁이 반발하자 그는 양준혁을 맞췄다. 이때 벤치 클리어링이 일어날 뻔했으나 그보다 어렸던 양준혁이 참았고, 1루로 걸어가면서 사태가 일단락되는 듯했다.
삼성 라이온즈 측은 1루 주자 양준혁을 그보다 나이가 위였던 이종두로 교체해 이후에 벌어질 만한 빈볼 상황에 대비했으며 곧바로 그는 특유의 빠른 직구로 다음 타자 이승엽의 등을 맞췄다. 이후 양 팀은 벤치 클리어링을 일으켰으며 경기 후 벤치 클리어링의 직접적인 원인으로 지목된 그는 KBO 상벌위원회로부터 10경기 출장 정지 및 벌금 처분을 받으며 마무리됐다. 이 사건으로 삼성 라이온즈와 현대 유니콘스는 더욱 앙숙 관계가 되었으며 그는 현대 유니콘스 고위 간부로부터 금일봉을 받았다는 소문이 나돌았다. 이후 10경기 동안 현대 유니콘스에서는 그 대신 가내영이 마무리로 등판했다.
- 1996년에 정규 시즌 4위로 마감해 준플레이오프에 진출한 현대 유니콘스는 준플레이오프에서 한화 이글스, 플레이오프에서 쌍방울 레이더스를 이기고 한국시리즈까지 올라왔으나 투수력이 소진돼 해태 타이거즈와의 한국시리즈에서 1~3차전을 치른 현대 유니콘스에게는 4차전에 선발 투수가 고갈된 상태였다. 시리즈 스코어 2승 1패로 지고 있던 상황에서 궁지에 몰린 현대 유니콘스의 코칭 스태프는 마무리 투수인 그를 4차전 선발 투수로 기용하는 초강수를 뒀다.
그러나 이전 2차전 게임에서 당한 부상으로 주전 포수 장광호마저 나올 수 없는 상황에서 4차전 선발로 등판하는 마무리 투수인 그는 무명 포수 김형남과 호흡을 맞추어 해태 타이거즈 타선을 상대했다. 그는 경기 초반부터 흔들렸지만 후속 타자들을 잡아 위기를 넘겼다. 이후 그는 안정감을 찾아갔고, 9이닝 무피안타, 3사사구, 9탈삼진으로 한국시리즈 최초 노히트노런을 기록했다.
그의 호투에도 불구하고 현대 유니콘스 타자들 역시 7회까지 당시 해태 타이거즈의 선발 투수였던 이대진에게 무득점으로 밀리며 투수전 양상을 보였다. 그러나 경기 후반 수비 실책과 및 내야 안타로 현대 유니콘스가 무사 만루의 기회를 잡았고, 한국시리즈 11타수 1안타로 부진했던 박진만이 적시타를 쳐 내며 리드를 잡기 시작해 4점을 내며 한국시리즈 4차전을 승리함으로써 한국시리즈 스코어 2승 2패로 균형을 맞춰 분위기를 반전시켰다.
그러나 1996년 한국시리즈는 해태 타이거즈가 5~6차전을 승리하며 팀은 준우승에 그쳤다.

## 통산 기록
| 연 도           | 소 속           | 나 이           | 승 리 | 패 전 | 승 률 | 평 자 책 | 출 장 | 선 발 | 완 투 | 완 봉 | 세 이 브 | 홀 드 | 이 닝  | 피 안 타 | 피 홈 런 | 볼 넷 | 고 4 | 탈 삼 진 | 몸 맞 | 보 크 | 폭 투 | 실 점 | 자 책 | 타 자 수 | W H I P |
| --------------- | --------------- | --------------- | ----- | ----- | ----- | -------- | ----- | ----- | ----- | ----- | -------- | ----- | ------ | -------- | -------- | ----- | ---- | -------- | ----- | ----- | ----- | ----- | ----- | -------- | ------- |
| 1989            | 태평양          | 24              | 11    | 4     | .733  | 2.45     | 38    | 18    | 2     | 1     | 6        | 0     | 139.1  | 126      | 4        | 46    | 6    | 68       | 3     | 4     | 5     | 60    | 38    | 571      | 1.23    |
| 1990            | 태평양          | 25              | 2     | 4     | .333  | 7.57     | 15    | 1     | 0     | 0     | 2        | 0     | 27.1   | 44       | 3        | 13    | 2    | 11       | 3     | 0     | 2     | 28    | 23    | 137      | 2.09    |
| 1991            | 태평양          | 26              | 12    | 6     | .667  | 2.25     | 49    | 5     | 1     | 1     | 14       | 0     | 132.0  | 103      | 3        | 36    | 5    | 60       | 4     | 0     | 7     | 41    | 33    | 521      | 1.05    |
| 1992            | 태평양          | 27              | 3     | 1     | .750  | 3.52     | 7     | 3     | 2     | 1     | 0        | 0     | 38.1   | 38       | 4        | 14    | 1    | 20       | 0     | 0     | 0     | 15    | 15    | 160      | 1.36    |
| 1993            | 태평양          | 28              | 0     | 1     | .000  | 1.50     | 2     | 1     | 0     | 0     | 0        | 0     | 6.0    | 4        | 0        | 1     | 0    | 3        | 0     | 0     | 0     | 1     | 1     | 25       | 0.83    |
| 1994            | 태평양          | 29              | 4     | 2     | .667  | 1.36     | 50    | 0     | 0     | 0     | 40       | 0     | 105.2  | 77       | 2        | 22    | 1    | 74       | 0     | 0     | 3     | 16    | 16    | 401      | 0.94    |
| 1995            | 태평양          | 30              | 9     | 7     | .563  | 1.75     | 52    | 0     | 0     | 0     | 19       | 0     | 103.0  | 68       | 1        | 23    | 10   | 59       | 3     | 0     | 8     | 25    | 20    | 396      | 0.88    |
| 1996            | 현대            | 31              | 8     | 5     | .615  | 1.58     | 53    | 0     | 0     | 0     | 26       | 0     | 97.0   | 64       | 3        | 40    | 10   | 59       | 5     | 1     | 5     | 24    | 17    | 388      | 1.07    |
| 1997            | 현대            | 32              | 2     | 10    | .167  | 3.50     | 55    | 6     | 1     | 0     | 28       | 0     | 115.2  | 101      | 11       | 20    | 0    | 71       | 6     | 0     | 5     | 46    | 45    | 461      | 1.05    |
| 1998            | 현대            | 33              | 14    | 8     | .636  | 1.86     | 28    | 26    | 5     | 3     | 0        | 0     | 184.0  | 141      | 7        | 60    | 1    | 123      | 5     | 0     | 3     | 59    | 38    | 742      | 1.09    |
| 1999            | 현대            | 34              | 5     | 4     | .556  | 4.06     | 30    | 11    | 0     | 0     | 7        | 0     | 84.1   | 92       | 11       | 34    | 5    | 52       | 2     | 0     | 2     | 40    | 38    | 372      | 1.49    |
| 2000            | 현대            | 35              | 5     | 2     | .714  | 3.98     | 16    | 11    | 0     | 0     | 0        | 0     | 61.0   | 75       | 2        | 21    | 0    | 34       | 4     | 1     | 1     | 35    | 27    | 267      | 1.57    |
| KBO 통산 : 12년 | KBO 통산 : 12년 | KBO 통산 : 12년 | 75    | 54    | .581  | 2.56     | 395   | 82    | 11    | 6     | 142      | 0     | 1093.2 | 933      | 51       | 330   | 41   | 634      | 35    | 6     | 41    | 390   | 311   | 4441     | 1.16    |

- 시즌 기록 중 굵은 글씨는 해당 시즌 최고 기록, 빨간 글씨는 한국 프로야구 역사상 최고 기록